# Mięsień poprzeczny głęboki krocza
Mięsień poprzeczny głęboki krocza (łac. musculus tranversus perinei profundus ang. deep transverse perineal muscle) – w anatomii człowieka płaski mięsień położony w tylnej części przepony moczowo-płciowej.
Mięsień przebiega poprzecznie, przyczepiając się na gałęzi kości kulszowej i gałęzi dolnej kości łonowej. Niektóre jego włókna dochodzą do środka ścięgnistego krocza. U mężczyzn po obu stronach mięśnia, z tyłu w stosunku do opuszki prącia, leżą gruczoły opuszkowo-cewkowe. U kobiet jest słabiej rozwinięty, od góry pokrywa gruczoły przedsionkowe większe; przenikają przezeń liczne pasma łącznotkankowe. Włókna łącznotkankowe zmniejszają wytrzymałość mechaniczną mięśnia, co zwiększa ryzyko wypadnięcia macicy.
Mięsień ma za zadanie statyczne umocowanie cewki moczowej. Dzięki temu, że część jego włókien dochodzi do środka ścięgnistego krocza, mięsień bierze udział w utrzymaniu jego położenia i prawidłowej statyki narządu rodnego.
Unaczyniony jest przez gałęzie  tętnicy sromowej wewnętrznej – u mężczyzny tętnicę opuszki prącia i tętnicę grzbietową prącia, a u kobiety tętnicę opuszki przedsionka pochwy i tętnicę grzbietową łechtaczki.
Unerwiony jest przez gałęzie nerwu sromowego – nerw grzbietowy prącia lub nerw grzbietowy łechtaczki (S2–S3).